# Сейм Литовської Республіки
Сейм Лито́вської Респу́бліки, Се́ймас (лит. Lietuvos Respublikos Seimas) — вищий законодавчий орган Литви, однопалатний парламент. Останній сейм був скликаний 25 жовтня 2020 року. Спікер сейму — Вікторія Чміліте-Нільсен (з 13 листопада 2020 року).

## Опис
До складу Литовського Сейму входить 141 депутат, які обираються шляхом прямого таємного голосування на основі загального виборчого права за змішаною системою терміном на чотири роки. Віковий ценз для депутатів — 25 років. Прохідний бар'єр для політичних партій — 5 %.
Перше засідання новообраного парламенту скликається не пізніше, ніж через 15 днів після його обрання. Його відкриває найстаріший за віком член Сейму. Сейм вважається зібраним, якщо на його засіданні присутні не менше 60 % постійного складу.
Сейм збирається регулярно на весняну (10 березня — 30 червня) та осінню (10 вересня — 23 грудня) сесії. Президент має право скликати позачергові сесії Сейму, якщо хоча б третина його членів висунула таку пропозицію.

## Функції
- Розгляд та прийняття поправок до Конституції;
- Прийняття законів;
- Ухвалення рішень про референдум;
- Призначення чергових або позачергових виборів Президента Литовської Республіки;
- Погодження чи відкидання кандидатури прем'єр-міністра;
- Розгляд урядової програми, запропонованої прем'єр-міністром;
- Створення або ліквідація міністерств за поданням уряду;
- Здійснення нагляду за діяльністю уряду;
- Призначення суддів Конституційного і Верховного судів та їх голів;
- Створення Центральної виборчої комісії та внесення змін до її складу;
- Призначення та звільнення від повноважень державного контролера, голови правління Банку Литви;
- Призначення виборів у муніципальні ради;
- Затвердження державного бюджету та здійснення контролю над його виконанням;
- Встановлення державних податків та інших обов'язкових платежів;
- Ратифікація та денонсація міжнародних договорів Литовської Республіки;
- Встановлення державних нагород;
- Видання актів про амністію;
- Визначення адміністративного поділу країни;
- Рішення про мобілізацію населення, введення прямого правління, військового стану чи використання збройних сил.

## Скликання
- Установчі збори (1920—1922)
- Перший Сейм (1922—1923)
- Другий Сейм (1923—1926)
- Третій Сейм (1926—1927)
- Четвертий Сейм (1936—1940)
- Народний Сейм (1940)
- Верховна Рада — Відроджений Сейм (1990—1992)
- 1992—1996
- 1996—2000
- 2000—2004
- 2004—2008
- 2008—2012
- 2012—2016
- 2016—2020
- 2020—2024